# エリック・バードン

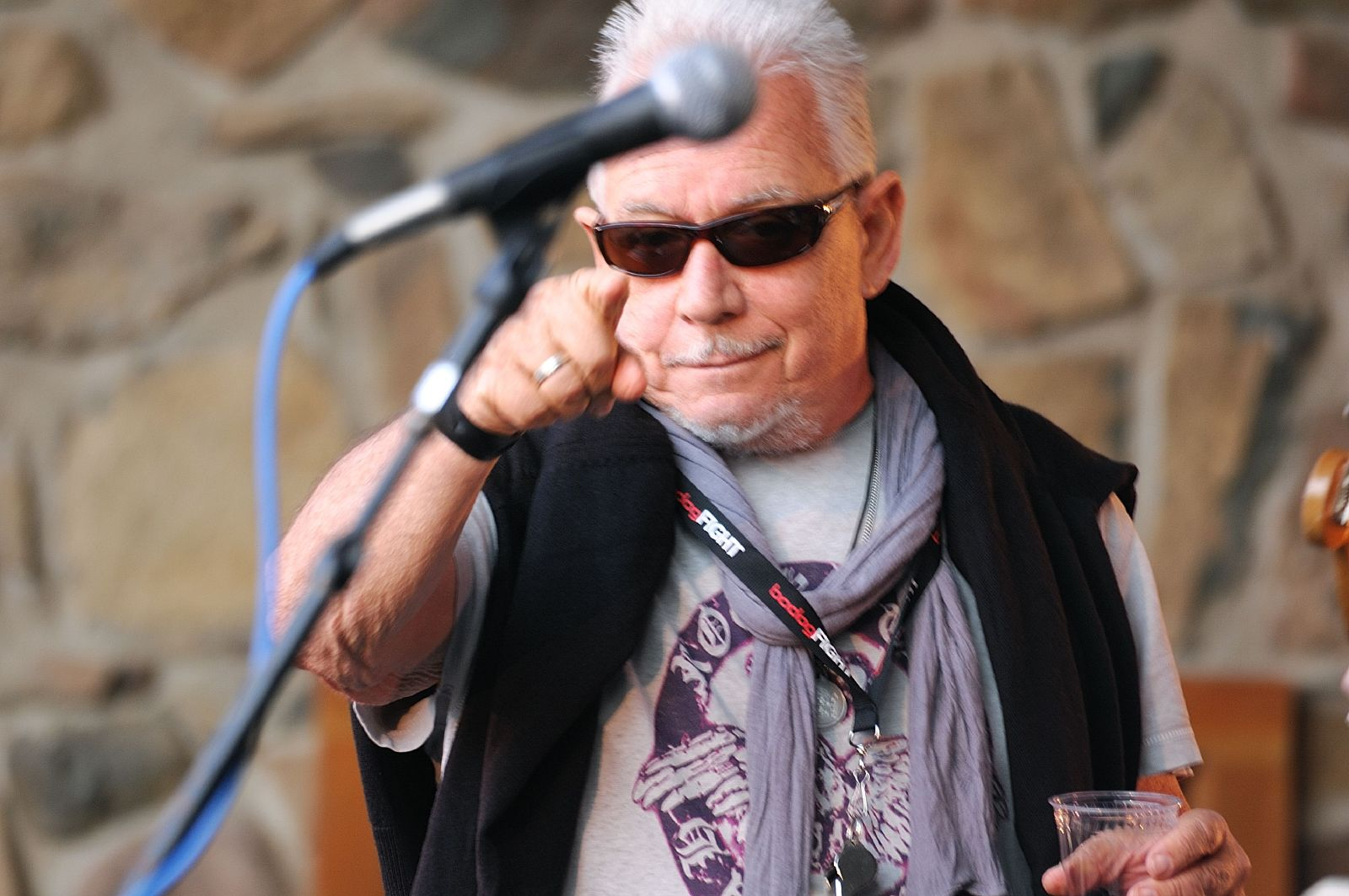
エリック・バードン（2008年）

エリック・バードン（英語: Eric Burdon、1941年5月11日 - ）はイングランドのミュージシャン、俳優。
ジ・アニマルズ、ウォーのボーカリストとして知られる。ブリティッシュ・インヴェイジョンの中で、その深くパワフルなブルースロック色の強い声により最も個性的なシンガーの1人とみなされている。2008年、「ローリング・ストーンの選ぶ歴史上最も偉大な100人のシンガー」において57位に選ばれた。

## 来歴
1941年5月11日、イングランドのニューカッスル・アポン・タインに生まれる。
1962年にブルース・ロック・バンドであるジ・アニマルズに参加し、1964年にプロ・デビュー。ジ・アニマルズが1966年に解散すると、サイケデリック・ロック・バンドのエリック・バードン&ジ・アニマルズを結成して、アメリカ西海岸を拠点に活動。1968年11月の日本公演の後に解散。
1970年代にはエリック・バードン&ウォー、エリック・バードン・バンドやソロで活動を続けた後、1975年と1983年にオリジナル・メンバーでジ・アニマルズを再結成し、1983年には日本公演を行った。

## ディスコグラフィ

### ソロ・アルバム
- 『ブラック・アンド・ホワイト・ブルース』 - Guilty! (1971年) ※with ジミー・ウィザースプーン
- 『暁の神秘』 - Sun Secrets (1974年) ※エリック・バードン・バンド名義
- 『ストップ』 - Stop (1975年) ※エリック・バードン・バンド名義
- 『ブルースを歌うために』 - Survivor (1977年)
- Darkness Darkness (1980年)
- Last Drive (1980年) ※Eric Burdon's Fire Dept.名義
- Comeback (1982年)
- Power Company (1983年) ※エリック・バードン・バンド名義
- That's Live (1985年) ※エリック・バードン・バンド名義
- 『アイ・ユースト・トゥ・ビー・アン・アニマル』 - I Used to Be an Animal (1988年)
- Lost Within the Halls of Fame (1995年)
- My Secret Life (2004年)
- Soul of a Man (2006年)
- 『ミラージュ』 - Mirage (2008年)
- Eric Burdon & The Greenhornes (2012年)
- 『ティル・ユア・リヴァー・ランズ・ドライ』 - 'Til Your River Runs Dry (2013年)

### ジ・アニマルズ
- 『ジ・アニマルズ』 - The Animals (1964年、US) / The Animals (1964年、UK)
- 『ジ・アニマルズ・オン・ツアー』 - The Animals on Tour (1965年、US)
- 『アニマル・トラックス』 - Animal Tracks (1965年、UK) / Animal Tracks (1965年、US)
- 『アニマリズムズ』 - Animalisms (1966年、UK) / Animalization (1966年、US)
- 『アニマリズム』 - Animalism (1966年、US)
- 『ビフォー・ウィー・ワー・ソー・ルードリー』 - Before We Were So Rudely Interrupted (1977年)
- 『アーク』 - Ark (1983年)

### エリック・バードン&ジ・アニマルズ
- 『エリック・イズ・ヒア』 - Eric Is Here (1967年)[注釈 1]
- 『サンフランシスコの夜』 - Winds of Change (1967年) ※旧邦題『ウィンズ・オブ・チェンジ』
- 『野性の若者たち』 - The Twain Shall Meet (1968年) ※旧邦題『トウェイン・シャル・ミート』
- 『エヴリー・ワン・オブ・アス』 - Every One of Us (1968年)
- 『愛』 - Love Is (1968年) ※旧邦題『ラヴ・イズ』

### エリック・バードン&ウォー
- 『宣戦布告』 - Eric Burdon Declares "War" (1970年)
- 『エリック・バードンの黒い世界!!』 - The Black-Man's Burdon (1970年)
- 『ラヴ・イズ・オール・アラウンド』 - Love Is All Around (1976年)